# 2,6-Diaminopurin
2,6-Diaminopurin ist eine heterocyclische organische Verbindung mit einem Puringrundgerüst. Es gehört zu den Purin-Nukleinbasen. Diaminopurin (Z) geht eine ideale Basenpaarung mit Thymin (T) ein, da es sich wie Adenin (A) verhält. Es hat eine zusätzliche Aminogruppe an Position 2, so dass nun drei intramolekulare Wasserstoffbrücken gebildet werden können.
Im Cyanophagen S-2L (informelle Gattung Cyanostylovirus, Caudoviricetes vom Morphotyp der Siphoviren) wird Diaminopurin anstelle von Adenin verwendet (host evasion ‚Wirtsumgehung‘, eine Art von nicht erworbener, sondern angeborener Immunantwort).
Durch das Paarungsverhalten von Diaminopurin wird der Hauptunterschied zwischen den beiden Arten von Basenpaaren (schwach: A-T und stark: C-G) eliminiert. Drei Arbeiten, die 2021 zusammen veröffentlicht wurden, identifizieren und beschreiben Proteine, die vom Cyanophagen S-2L und ähnlichen Viren kodiert werden und die bei der Synthese und Nutzung von Diaminopurin helfen. Eine Zusammenfassung der drei Arbeiten findet sich auf sciencealert. Ähnliches gilt für die Spezies Acinetobacter phage SH-Ab 15497 (ebenfalls Siphoviren) und eine Reihe weiterer Viren dieses Morphotyps sowie der Caudoviricetes vom Morphotyp der Podoviren.